# Dust II
Dust II, también conocido por su nombre de archivo de_dust2, es un mapa de videojuego que aparece en la saga de disparos en primera persona Counter-Strike. Dust II es el sucesor de «Dust», otro mapa de Counter-Strike, y fue desarrollado por David Johnston antes del lanzamiento oficial de Counter-Strike. Fue diseñado con el objetivo de ser sencillo y equilibrado, basado en un diseño simétrico y dos puntos de emplazamiento, que un equipo debe asaltar y otro defender.
El mapa se lanzó por primera vez en marzo de 2001 para el Counter-Strike original y está presente en todos los juegos posteriores de la saga. Además de las actualizaciones gráficas, ha sufrido cambios leves tras su lanzamiento inicial, antes de recibir un lavado de cara importante en Counter-Strike: Global Offensive en octubre de 2017. El mapa ha sido popular entre los jugadores desde su lanzamiento inicial y tanto su diseño original como su remasterización en Global Offensive han sido alabados por jugadores y creadores de mapas.

## Diseño
Dust II está ambientado en un entorno africano, ubicado en Marruecos, según Jess Cliffe, codiseñador del Counter-Strike original. Al igual que los demás mapas del juego, los jugadores se dividen en dos equipos: terroristas y antiterroristas. Los terroristas tienen un tiempo limitado para colocar y detonar una bomba; los antiterroristas deben intentar evitar que coloquen la bomba o desactivarla si ya ha sido colocada. Los terroristas debe hacerse con el control de uno de los dos lugares para colocar la bomba; estos sitios están a mano de los antiterroristas al comienzo de la ronda para que puedan organizar su defensa. El mapa tiene algunos puntos de enfrentamiento principales: «Medio», «Larga de A» y «Túnel de B». Sobre su diseño, el creador del mapa, David Johnston, escribió: «...Dust era algo más que una figura de ocho a la que le habían crecido un par de brazos y piernas, en este mapa se centralizaban las batallas pero proporcionando un margen de maniobra táctico.».
Los principales puntos de enfrentamiento comprenden posiciones y zonas importantes. «Medio» tiene tres zonas principales: Pasarela o «escas» (de «escaleras»), un camino elevado que conduce a corta de A; túnel bajo, que conduce al túnel de arriba, también llamado «oscuro»; y puertas de medio, que se compone por un portón con dos puertas entreabiertas, que conduce a base AT. En larga de A, hay otras tres zonas importantes antes de acercarse al punto de A. Puertas dobles son dos conjuntos de portones con las puertas entreabiertas que conducen desde base terrorista hasta larga de A; foso o «pit» en inglés es una zona inclinada donde los jugadores pueden esconderse o cubrirse al salir de puertas dobles y apuntar a larga y punto de A, que también puede ser utilizado por los antiterroristas. Túnel de B tiene dos zonas principales; túnel bajo y túnel superior. En el túnel superior se conecta base terrorista con punto de B y mediante unas escaleras con el túnel bajo.
Johnston declaró en una publicación del blog que, al hacer Dust II, tenía que asegurarse de que «este nuevo mapa tuviera todo en común con Dust, sin ser realmente Dust». Comenzó a identificar qué hacía que Dust fuera único y Johnston mantuvo las estructuras simples, rampas, cajas y puertas de Dust; sabía que estos elementos tenían que quedarse. Sin embargo, quería añadir otros elementos, una zona de combate cuerpo a cuerpo y otra para enfrentamientos a largo alcance, que se convirtieron en túneles de B y larga de A respectivamente.

## Historia
Dust II fue desarrollado por David Johnston para el primer juego de la saga como una secuela conceptual del popular mapa Dust. Johnston lo tituló originalmente «Dust 3» porque no pensó que fuera un digno sucesor del Dust original; antes del lanzamiento del juego, se le cambió el nombre a Dust II. El mapa fue diseñado para ser simple y equilibrado. Durante el desarrollo inicial del mapa, «larga de A», que conduce hasta el «punto de A», no estaba presente. Durante el desarrollo, se eliminaron algunas características del mapa, como unas cavernas que habrían proporcionado cobertura, una ventana en el B y una rampa más larga de base AT a punto de A.
Tras su lanzamiento inicial el 13 de marzo de 2001, como parte de Counter-Strike 1.1, el mapa recibió cambios leves junto a actualizaciones del resto del juego, pero recibió pequeñas actualizaciones gráficas y cambios de iluminación. También recibió actualizaciones gráficas en Counter-Strike: Condition Zero y con el lanzamiento de Counter-Strike para Xbox.

### Counter-Strike: Source
Counter-Strike: Source pudo usar el nuevo motor Source de Valve y esto cambió parte de las físicas. Dust II recibió una actualización gráfica y se añadieron nuevos elementos que afectarían al juego. Se añadieron nuevas puertas y se hizo más fácil escalar la caja de «medio». Una zona elevada ahora facilitaba disparar desde base terrorista hasta puertas de medio.

### Counter-Strike: Global Offensive
Counter-Strike: Global Offensive presentó más actualizaciones gráficas y cambió todas las puertas, desde puertas de madera hasta puertas de metal, haciéndolas mucho más difíciles de atravesar con las balas. En una actualización del 3 de febrero de 2017, Dust II se eliminó de la lista de mapas de servicio activo para competitivo, una lista blanca de mapas para partidas de jugadores profesionales. En cambio, fue reemplazado por Inferno y, al mismo tiempo, se le dio su propio grupo de mapas exclusivo en los modos de juego Casual y Deathmatch.
En octubre de 2017, Valve lanzó una versión beta del mapa, que mejoró la legibilidad de las imágenes y el movimiento del jugador. Una semana después, se hizo pública la versión actualizada. En abril de 2018, el mapa se volvió a añadir al grupo competitivo de servicio activo, reemplazando a Cobblestone.

### Counter-Strike 2
Durante el desarrollo de Counter-Strike 2, junto con todos los demás mapas de Global Offensive, Dust II recibió mejoras gráficas. Valve se refirió al mapa como un mapa "touchstone", lo que significa que recibió mejoras gráficas y de iluminación, pero que mantendría relativamente el mismo diseño.
En abril de 2024, Dust II se agregó nuevamente a la rotación de servicio activo en reemplazo de Overpass, lo que provocó reacciones mixtas entre los jugadores y los miembros de la escena de los esports.

## Recepción
Dust II ha estado en todos los juegos de Counter-Strike hasta la fecha y, a partir de las actualizaciones de 2017, continúa recibiendo una recepción positiva por parte de los jugadores  creadores de mapas. Shawn "FMPONE" Snelling, un creador de mapas para Counter-Strike, dijo que «Valve le ha dado al mapa un aspecto muy cohesivo y «táctil», lo que facilita la lectura de sus alrededores». Mitch Bowman de PC Gamer elogió la actualización de 2017, afirmando: «Es una remasterización sana que hace algunos cambios modestos pero interesantes sin reinventar la rueda». Los jugadores profesionales de Counter-Strike tienen opiniones enfrentadas; algunos jugadores disfrutaron de la actualización y sus cambios, mientras que otros la rechazaron. Jake "Stewie2K" Yip criticó que hubieran añadido el coche de larga, diciendo: «puedes esconderte detrás de él y creo que es algo que da demasiada ventaja».

### Impacto y legado
Dust II existe desde 2001 y ha sido objeto de imitación, recreación y rechazo por parte de distintos jugadores de la comunidad. En febrero de 2017, el mapa se eliminó del grupo competitivo de servicio activo en Global Offensive, un conjunto de mapas que se juegan en competiciones profesionales. El mapa se eliminó para ser reemplazado por una versión renovada de un mapa llamado Inferno. Hubo una reacción inmediata a este cambio por parte de jugadores profesionales y miembros de la comunidad; según Peter "ptr" Gurney, Valve «quitó un mapa equilibrado y puso un mapa que, literalmente, tiene al menos 4 o 5 problemas en los que puedo pensar de inmediato». Fabien "kioShiMa" Fiey, otro jugador profesional de Counter-Strike, dijo: «¿Por qué se sorprende tanto todo el mundo? Me parece lógico que se elimine (Dust II), es el único que no ha recibido una remasterización», refiriéndose a la reelaboración y refinamiento de los mapas anteriores antes de ser añadidos a Global Offensive.
Ha habido varias imitaciones y recreaciones de Dust II. A principios de 2014, se descubrió que el mapa había sido recreado en la vida real, aunque se desconoce su ubicación. Dust II también se ha encontrado en otros juegos, gracias a creadores de mods. El mapa se ha visto en juegos como Far Cry 3, Far Cry 5 y Minecraft.